# Causa Vialidad
L'affaire Groupe Austral et autres, couramment appelée Causa Vialidad (Affaire Voirie), est une affaire judiciaire argentine relative à l'administration frauduleuse de l'Etat fédéral du pays. L'enquête est ouverte en 2016 par le gouvernement de Mauricio Macri, avec l'aide du juge Julián Ercolini qui accuse de divers délits le chef d'entreprise Lázaro Báez, l'ancienne Présidente Cristina Fernández de Kirchner et certains membres de son gouvernement. L'affaire se clôt le 10 juin 2025 à la suite de la décision de la Cour suprême argentine qui maintient les décisions de première et deuxième instances condamnant ainsi 13 accusés dont l'ancienne Présidente Cristina Kirchner,,,,.

## Enquête
Après l'étude du budget voirie de l'administration fédérale Argentine entre 2003 et 2015, il est constaté que 11,6% du budget sur cette période était destiné à la province de Santa Cruz et tout particulièrement au chef d'entreprise Lázaro Báez qui remporte 24 500 millions de pesos en appels d'offres de travaux publics. Au début de l'enquête, il existe également des soupçons de surfacturation systématique de ces marchés publics émis par l'administration fédérale,. En effet, 90 % de ces appels d'offres ont vu leur coût final doubler voire tripler par rapport au coût initial. Selon un rapport dressé par la Voirie Nationale Argentine pour le gouvernement Macri, la moitié des 51 marchés publics attribués au Groupe Austral Constructions dirigé par Lázaro Báez à Santa Cruz demeurent inachevées en décembre 2015. C'est ainsi qu'entre 2010 et 2015, Lázaro Báez a perçu plus de 16 000 millions de pesos, soit 80% du budget total de travaux public de l'administration fédérale pour la Province de Santa Cruz.
Le 12 septembre 2016, le juge fédéral Julián Ercolini convoque l'ancienne Présidente Cristina Fernández de Kirchner pour une audition le 20 octobre 2016 dans le cadre de l'accusation d'administration frauduleuse et d'association illicite via la favorisation de Lázaro Baéz dans l'octroi de marchés publics. L'accusation porte sur la construction de routes dans la province de Santa Cruz entre 2003 et 2015, monopolisée par le Groupe Austral et ses filiales, dirigé par Lázaro Báez. Ce même juge ordonne le gel des biens de Cristina Fernández de Kirchner à hauteur de 600 millions d'euros "pour empêcher des mouvements, transferts ou dispositions de biens qui seraient, en définitive, le produit ou le profit du délit sous enquête". Cristina Kirchner est à la tête d'une liste de 17 personnes dénoncées pour association illicite par Elisa Carrió en 2008.

## Procédure
Le 27 décembre 2016, dans un rapport de 794 pages, le juge Ercolini accuse d'administration frauduleuse et association illicite :
- Cristina Fernández de Kirchner, Présidente entre 2007 et 2015,
- Julio de Vido, Ministre de la Planification fédérale, des investissements publics et des services de 2003 à 2015,
- José Francisco López, Secrétaire aux travaux publics de 2004 à 2015,
- Carlos Santiago Kirchner, sous-Secrétaire à la Coordination des travaux publics fédéraux de 2005 à 2015
- Nelson Guillermo Periotti, Directeur national de la Voirie de 2003 à 2015,
- Lázaro Báez, ancien Président du Groupe Austral Constructions sous l'ère Kirchner (2003-2015).

Le juge ordonne le gel des biens de ces six accusés à hauteur de 600 millions d'euros chacun.
Aussi, le juge annonce le gel des biens à hauteur de 150 millions d'euros pour administration frauduleuse de Raúl Osvaldo Daruich, Héctor René Jesús Garro, Raúl Gilberto Pavesi, Mauricio Collareda, José Raúl Santibáñez, et Juan Carlos Villafañe, anciens fonctionnaires de la voirie fédérale argentine.
A noter que malgré ce grand nombre de personnes associées, certains ont été acquittés par le juge : Eduardo Ernesto Morillo, fonctionnaire de la voirie fédérale, et les anciens secrétaires aux travaux publics Graciela Elena Porto, Raúl Víctor Rodríguez, Hugo Manuel Rodríguez et Abel Julio Fatala.
Entre autres égards, le juge affirme que cette association illicite est "un plan délictueux qui s'est étendu tout au long des trois mandats présidentiels [Néstor et Cristina Kirchner] - pendant 12 ans - organisé par le sommet du pouvoir exécutif argentin afin de s'emparer illégitimement de fonds assignés aux travaux publics routiers, notamment, dans la province de Santa Cruz". L'objectif de cette association était de "s'enrichir, avec des fonds publics et à travers l'attribution irrégulière de travaux publics routiers au chef d'entreprise Lázaro Báez",,.
Dans un article, le quotidien espagnol El País estime que bien qu'il s'agisse du deuxième procès de Cristina Kirchner, il s'agit du premier qui comporte un système organisé de corruption à grande échelle dans lequel plusieurs personnalités de son mandat (2007-2015) sont impliquées, le décès de Néstor Kirchner (2003-2007) et la saisie de 666 millions d'euros a démontré à la société argentine un important volume d'argent détourné dont la justice est à la recherche.
Cristina Fernández de Kirchner, Lázaro Báez, Julio de Vido et d'autres accusés ont fait appel de l'accusation du juge Ercolini. Le procureur Gerardo Pollicita fait également appel de cette accusation en ce qui concerne le rejet de la responsabilité d'Abel Fatala qui se retrouve avantagé.

## Procès
Le procès débute en mai 2019 à la Chambre criminelle fédérale n°2 du Tribunal Oral. La réquisition du ministère public, représenté par Gerardo Pollicita et Ignacio Mahíques, soutient que des marchés publics ont été attribués de manière discrétionnaire à diverses entreprises dépendantes Groupe Austral Constructions à Santa Cruz pour un montant réévalué en août 2016 à 46 000 millions de pesos (environ 2,8 milliards d'euros). Ils considèrent que sur les 51 marchés attribués, seulement 26 ont abouti dont seulement 2 dans les délais fixés par les marchés. Aussi, un seul marché a été facturé au prix initial, tous les autres ont été surfacturés, jusqu'à 387% par rapport au coût initial dans certains cas. Après divers recours judiciaires, il reste dans cette affaire 13 accusés : Cristina Fernández de Kirchner, Juillet De Vido, José López, Abel Fatala, Carlos Kirchner, Nelson Periotti, Lázaro Báez, Raúl Daruich, les Maurice Collareda, Héctor Garro, Juan Carlos Villafañe, Raúl Pavesi et José Santibáñez.
Le procès s'est déroulé entre 2019 et 2022 dans la Chambre criminelle fédérale n°2 du Tribunal Oral, présidée par les juges Basso, Giménez Uriburu et Gorini. Les condamnations prononcées pour administration frauduleuse de l'État National sont des peines de prison qui s'étendent de 3 ans à 6 ans. A noter que Cristina Kirchner est également condamnée à l'inéligibilité à vie. Sur le motif d'association illicite, les procureurs Pollicita et Diego Luciani, ont plaidé pour son maintien mais les poursuites ont été abandonnées par les votes des juges Giménez Uriburu et Gorini. Le juge Adrián Basso a quant à lui voté favorablement pour une condamnation pour association illicite. Dans un tel cas, les peines de prison auraient été doublées passant de 3 à 6 ans et de 6 ans à 12 ans.
À la suite de cette décision, les défendeurs (devenant ainsi demandeurs) formulent un appel le 24 avril 2023 auprès de la Chambre de Cassation Pénale. Au-delà de ceux-ci, le Procureur de jugement a également fait appel considérant les peines trop basses à cause de la non prise en compte du motif d'association illicite,. Cet appel du Ministère public est soutenu par le Procureur de la Chambre de cassation pénale. L'affaire est confiée aux juges Gustavo Hornos, Mariano Borinsky et Diego Barroetaveña qui rendent leur décision le 13 novembre 2024 Ils confirment le jugement de première instance et, malgré la dissidence du juge Hornos, le motif d'association illicite est de nouveau écarté.
Le 1er avril 2025, les demandeurs déposent un recours pour vice de procédure auprès de la Cour suprême au motif que les juges précédents ont manqué d'impartialité ou l'inclusion de preuves qui n'ont pas été prises en compte au cours des audiences. Le 10 juin 2025, dans un contexte marqué par les fortes divisions nationales pro et anti Cristina Kirchner, la Cour suprême rend sa décision qui confirme les condamnations de première et deuxième instances considérant que le demandeur n'a pas procédé à l'analyse critique, spécifique et motivée des motifs sur lesquels l'arrêt attaqué est fondé" et constatant que les décisions précédentes "étaient fondées sur les nombreuses preuves produites".

## Suites du procès
Quelques instants après l'annonce de la décision de la Cour suprême, Cristina Kirchner prononce un discours devant le siège du Parti justicialiste dont elle est la présidente depuis novembre 2024 avant de partir pour son domicile situé dans le quartier de Constitución à Buenos Aires. Dès lors, plusieurs centaines voire milliers de militants se rassemblent au pied de cet immeuble. Rodrigo Núñez, journaliste de El Destape, estime que "les historiens et les anthropologues seraient surpris de voir comment un mouvement politique et culturel transforme sa propre tragédie en une fête".

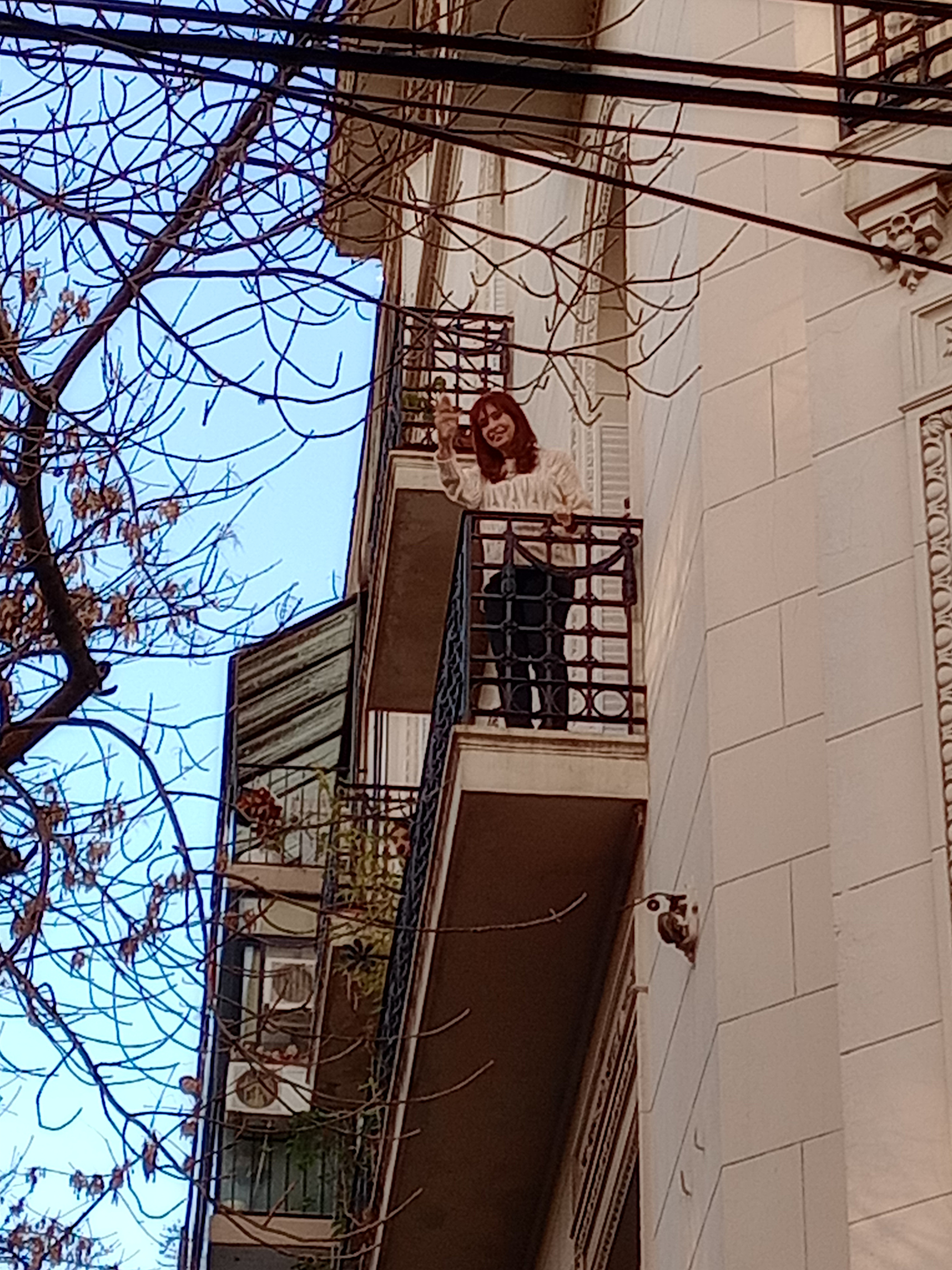
Cristina Kirchner au balcon de son domicile saluant les militants.

Lors de sa décision, la Cour suprême a laissé cinq jours à Cristina Kirchner pour se rendre au tribunal de première instance, dit "Comodoro Py", afin d'être présentée au juge d'application des peines qui organisera son  transport vers un centre de détention. Durant cette période, les militants restent fortement mobilisés et Cristina Kirchner sort plusieurs fois par jour à son balcon pour les saluer. Dans le même temps, elle demande à ce que les juges l'autorise à exécuter sa peine depuis chez elle sous forme d'assignation à résidence. Elle motive cette demande à travers son statut d'ancienne présidente, qui exige une protection policière permanente ainsi que la tentative d'assistanat dont elle a été victime le 1er septembre 2022.
Les partis politiques et les organisations militantes organisent une grande manifestation pour accompagner l'ancienne présidente depuis son domicile vers le tribunal. Cela n'aura finalement pas lieu car les juges acceptent que Cristina Kirchner exécute sa peine à son domicile avec un bracelet électronique. Ils demandent également à ce qu'une liste de visiteurs "essentiels" soit dressée. A l'issue de cette décision, il demeure toutefois la question de savoir si Cristina Kirchner peut sortir sur son balcon. En effet, il s'agit d'un symbole très fort qui mobilise fortement ses militants mais les juges estiment que cela peut causer des troubles de voisinage. Dans sa décision, ils lui demandent de "s’abstenir de tout comportement susceptible de troubler la tranquillité du voisinage". Cristina Kirchner considère cette demande des juges trouble car elle ne détermine pas clairement si elle peut sortir à son balcon ou non. Finalement, deux jours plus tard, les juges décident qu'elle peut sortir sur son balcon.
Bien que la liste de ses visiteurs soit limitée aux besoins de premières nécessités, la justice autorise le Président du Brésil, Lula, de passage à Buenos Aires pour le 66e sommet du Mercosur, à visiter Cristina Kirchner à son domicile le 3 juillet 2025.
Le 7 juillet 2025, le porte-parole du gouvernement Argentin Manuel Adorni annonce que la Direction nationale de la Voirie sera définitivement fermée le lendemain. Au début de son discours, le porte-parole mentionne directement la Causa Vialidad, dont d'anciens directeurs et personnels de l'agence ont été accusés voire condamnés aux côtés de Cristina Kirchner.